# 柳博夫绍农村居民点
柳博夫绍农村居民点（俄语：Любовшанское сельское поселение）是俄罗斯联邦布良斯克州红戈拉区所属的一个农村居民点。其下辖有4个居民点，行政中心为柳博夫绍。据2015年统计，该农村居民点的人口为1313人。